# Janez Sušnik
Janez Sušnik (ur. 18 września 1942) – słoweński polityk, inżynier i menedżer, w latach 2002–2007 przewodniczący Rady Państwa.

## Życiorys
Absolwent inżynierii bezpieczeństwa, studia ukończył w szkole technicznej VTVŠ na Uniwersytecie Lublańskim. Kształcił się również w Mariborze. Pracował jako technolog oraz specjalista w zakresie BHP. Od 1972 był związany z przedsiębiorstwem autobusowym Alpetour, obejmował stanowiska menedżerskie i dyrektorskie. W latach 1982–1987 pełnił funkcję dyrektora generalnego w DO Promet Alpetour. Pracował również m.in. w słoweńskiej izbie handlowej.
Od grudnia 2002 do grudnia 2007 pełnił funkcję przewodniczącego Rady Państwa, wyższej izby słoweńskiego parlamentu. Zasiadał również w radzie gminy Šenčur. Przewodniczył zrzeszeniu emerytów w Kranju. W 2016 wybrany na przewodniczącego organizacji ZDUS (Zveza društev upokojencev Slovenije), stowarzyszenia słoweńskich zrzeszeń emerytów.